# Walckenaeria nepalensis
Walckenaeria nepalensis là một loài nhện trong họ Linyphiidae.
Loài này thuộc chi Walckenaeria. Walckenaeria nepalensis được Jörg Wunderlich miêu tả năm 1972.